# Северное буги
«Северное буги» — третий студийный альбом группы «Ноль», вышедший в 1990 году. Записан и выпущен в фирмой «АнТроп» на аудиокассете.

## История
К записи материала группа приступила в январе 1990 года. Сессии проводились на студиях ЛДМ и «Антроп». В работе над альбомом принимал участие вернувшийся из армии барабанщик коллектива Алексей «Николс» Николаев.
Альбом разделён на две части — «Северное буги» и «Полёт на Луну». Первая часть является логическим продолжением предыдущего релиза — «Сказки». Вторая планировалась как авангардная рок-опера.
Все композиции альбома написаны Фёдором Чистяковым и Анатолием Платоновым, игравшим с «Нолём» до 1986 года (кроме песни «Любовь», написанной совместно с Алексеем Николаевым).
В 1992 году несколько песен с альбома вошли в саундтрек фильма «Гонгофер», композитором которого является Фёдор Чистяков.
Первоначально альбом выходил только на компакт-кассетах.
В 1997 году компанией «Отделение Выход» было произведено издание работы на CD.
В 2014 году альбом появился на виниле.

## Список композиций
| №  | Название        | Длительность |
| -- | --------------- | ------------ |
| 1. | «Северное буги» | 1:06         |
| 2. | «Имя»           | 6:15         |
| 3. | «Вставай»       | 5:00         |
| 4. | «Деньги»        | 5:00         |
| 5. | «Жизнь»         | 3:31         |

| №   | Название                   | Длительность |
| --- | -------------------------- | ------------ |
| 6.  | «Полёт на Луну» (*)        | 1:35         |
| 7.  | «Привет (Брайану Ино)» (*) | 5:25         |
| 8.  | «Море»                     | 5:51         |
| 9.  | «Любовь» (**)              | 2:42         |
| 10. | «Нам дан старт»            | 2:00         |
| 11. | «К новым мирам» (*)        | 0:56         |
| 12. | «Лица» (***)               | 4:22         |

| №   | Название                                                   | Длительность |
| --- | ---------------------------------------------------------- | ------------ |
| 13. | «Интервью» (записано Андреем Барановским весной 1990 года) | 9:02         |

(*) — инструментальные композиции
(**) — ранее звучала в альбоме «Scrap»
(***) — отсутствовала в издании фирмы «АнТроп»

## Участники записи
- Фёдор Чистяков — вокал, баян, гитара (2, 9), бас-гитара (3), клавишные (2, 3, 7)
- Алексей Николаев — ударные, вокал (1, 9), варган (6,9), электрогитара (6)
- Дмитрий Гусаков — бас-гитара, вокал (1, 9), ударные (7)
- Георгий Стариков — гитара, вокал (1, 9)

Звукорежиссёры — Андрей Новожилов, Андрей Тропилло (7)
Альбом записан в период с 8 января по 6 февраля 1990 год на студии Ленинградского дворца молодёжи, за исключением «Привет (Брайану Ино)» (записана в студии «АнТроп»).